# Ana Catalina Pohl
Ana Catalina Pohl (* 2005) ist eine deutsche Taekwondoin und aktive Wettkämpferin in der Formenlauf-Disziplin Pumsae.

## Sportliche Laufbahn
Ana Catalina Pohl kam 2012 mit sieben Jahren zu der koreanischen Kampfkunst Taekwondo und trainiert im Taekwondo Dojang Frankfurt.
2016 nahm sie an ihrem ersten internationalen Wettkampf teil, den Austrian Open Poomsae in Wien, wo sie den zweiten Platz im Einzelwettbewerb der Kadetten in den traditionellen Pumsae belegte. Dieser Wettbewerb war das erste Turnier, das im Rahmen der damals neu eingeführten Taekwondo-Pumsae-Weltrangliste mit einem G-Rang (G-1) bewertet wurde.
Bei den Europameisterschaften 2019 in Antalya wurde Pohl mit dem Kadetten-Team (Dreier-Team) an der Seite ihrer Teamkolleginnen Adina Machwirth und Jessica Schober Europameisterin. Außerdem gewann sie eine Bronzemedaille im Pumsae-Einzelwettbewerb. 2022 nahm sie an den Pumsae-Weltmeisterschaften in Goyang teil, wo sie mit Pia Hoffmann und Helena Silberhorn im Teamwettbewerb der Juniorinnen in den traditionellen Formen den fünften Platz belegte. Sie nahm auch am Einzelwettbewerb der Juniorinnen teil, bei welchem sie in der Vorrunde den vierten und im Halbfinale den fünfzehnten Platz belegte und somit nicht ins Finale einzog.
Pohl gewann 2022 als Teil des Freestyle-Teams (bestehend aus fünf Teammitgliedern, dabei mindestens zwei Männer und zwei Frauen) ihren ersten deutschen Meistertitel bei den Senioren. Im Kadetten- und Juniorenbereich wurde sie insgesamt viermal Deutsche Meisterin und gewann jeweils zwei Silber- und zwei Bronzemedaillen. Bei den Pumsae-Europameisterschaften 2023 in Innsbruck wurde Pohl als Teil des Mixed-Teams mit ihren Teamkollegen Pia Hoffmann, Leah Lawall, Julius Müller und Jules Berger Vizeeuropameisterin im Freestyle-Wettbewerb.
2024 startete sie als Teil des Mixed-Freestyle-Teams bei den Pumsae-Weltmeisterschaften in Hongkong, mit welchem sie den fünften Platz im Halbfinale und letztlich den siebten Platz im Finale der besten acht erreichte.
Bei den Europameisterschaften in Tallinn gewann sie gemeinsam mit dem Freestyle-Team eine Bronzemedaille.